# Улица Розена
Улица Ро́зена (латыш. Rozena iela) — очень узкая улица в Риге, в историческом районе Старый город. Расположена между улицей Шкюню и улицей Краму. Длина улицы — 92 метра.

## История
Появилась в XIII веке между старой городской крепостной стеной и церковным кладбищем. Называлась Кузнечной (Калею) по основному роду занятий её жителей. Название Розена появилось в XVII веке, в честь епископа Розена, жившего здесь с семьей. До 1923 года называлась улицей Рожу, в 1923 году улице было возвращено название Розена.
Улица отличается своей крайней узостью даже среди улиц Старой Риги: человек руками может достать стен домов на противоположных сторонах улицы. Улица сохранила старый тип рижской мостовой — с уклоном к середине улицы для предотвращения попадания воды в здания.

## Достопримечательности
Стоящие на улице дома относятся к другим улицам, одна сторона — Тиргоню, другая — Яуниела. В угловом с улицей Краму доме (улица Тиргоню, 17) открыт исторический ресторан «Rozengrāls», винный погреб на улице входит в число достопримечательностей Риги. На улице воссоздана среда средневековья.